# Sydney Bromley
Sydney Bromley (Londres, 24 de julio de 
1909-Worthing, Sussex, 14 de agosto de 1987) fue un actor británico. Apareció en más de sesenta películas y programas de televisión británicos.

## Filmografía
- Crystalstone - 1987
- Anastasia: The Mystery of Anna - 1986
- Piratas - 1986
- La historia interminable - 1984
- Un hombre lobo americano en Londres - 1981
- El dragón del lago de fuego - 1981
- El último detective - 1981
- El príncipe y el mendigo - 1977
- Frankenstein y el monstruo del infierno - 1974
- El baile de los vampiros - 1967
- El capitán Clegg - 1962
- Santa Juana - 1957
- A Date with a Dream - 1948
- The Dark Road - 1948
- To the Public Danger - 1948
- The Mark of Cain - 1947